# Judíos durante el franquismo

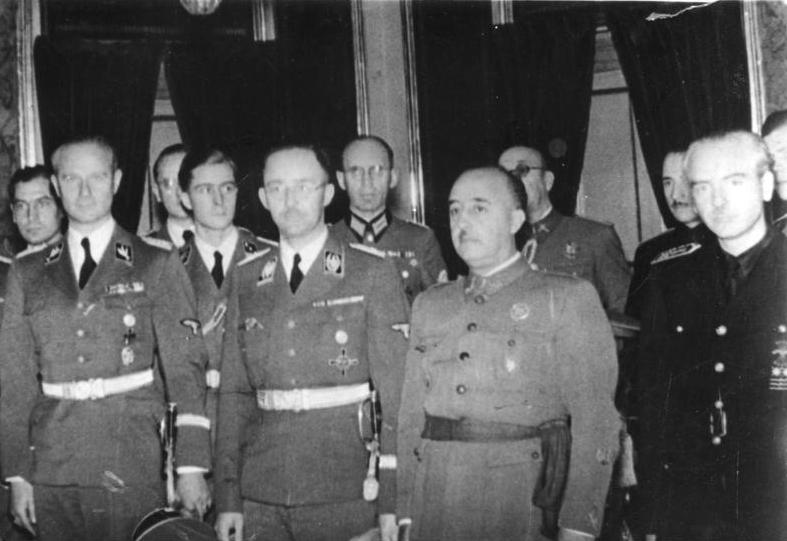
Franco junto a Heinrich Himmler en el Palacio de Oriente durante la visita que hizo a España el líder nazi en 1940.

La política respecto de los judíos durante el franquismo estuvo determinada por la actitud de Francisco Franco hacia los judíos que se movió entre filosefardismo y el antisemitismo con raíces en el antijudaísmo cristiano. Además estuvo condicionada por la coyuntura internacional de cada momento. Así, se pasó del antisemitismo de los primeros años de la posguerra, coincidiendo con las victorias de Hitler en la Segunda Guerra Mundial, a un debilitamiento del discurso antisemita tras la victoria de los aliados y sobre todo cuando a partir de 1950 el franquismo fue reconocido por las potencias occidentales a causa de la guerra fría. A partir de ese momento ganó terreno el filosefardismo, aunque la referencia al contubernio judeo-masónico-comunista-internacional volvió a aparecer en el último discurso que pronunció Franco en la Plaza de Oriente de Madrid el 1 de octubre de 1975, mes y medio antes de su fallecimiento.

## Fundamentos ideológicos

### Franco y los judíos
Según Gonzalo Álvarez Chillida, el general Franco fue "filosefardí desde sus años en la guerra de Marruecos", como lo prueba el artículo "Xauen la triste" publicado en la Revista de Tropas Coloniales en 1926, cuando tenía 33 años y acababa de ser ascendido a general de Brigada. En el artículo resaltaba las virtudes de los judíos sefardíes con los que había tratado –y con los que trabó cierta amistad: alguno de ellos le ayudó activamente en el alzamiento de 1936- que contrastaba con el "salvajismo" de los "moros". En su guion de la película Raza (1942) aparece un episodio en el que se refleja este filosefardismo. El protagonista visita con su familia la sinagoga de Santa María la Blanca de Toledo y allí dice: "Judíos, moros y cristianos aquí estuvieron y al contacto con España se purificaron". "Para Franco, como vemos, la superioridad de la nación española se manifestaba en su capacidad de purificar hasta a los judíos, convirtiéndolos en sefardíes, bien diferentes de sus demás correligionarios", afirma Álvarez Chillida. El filosefardismo de Franco se ha intentado explicar por sus supuestos orígenes judeoconversos –que algunos han relacionado incluso con su devoción a Santa Teresa de Jesús, de familia conversa- pero no hay ninguna prueba al respecto –al parecer el nazi Heydrich ordenó una investigación sobre la cuestión sin ningún resultado-. De todas formas el filosefardismo del general Franco no afectó a su política de mantener España libre de judíos, salvo en sus territorios africanos.

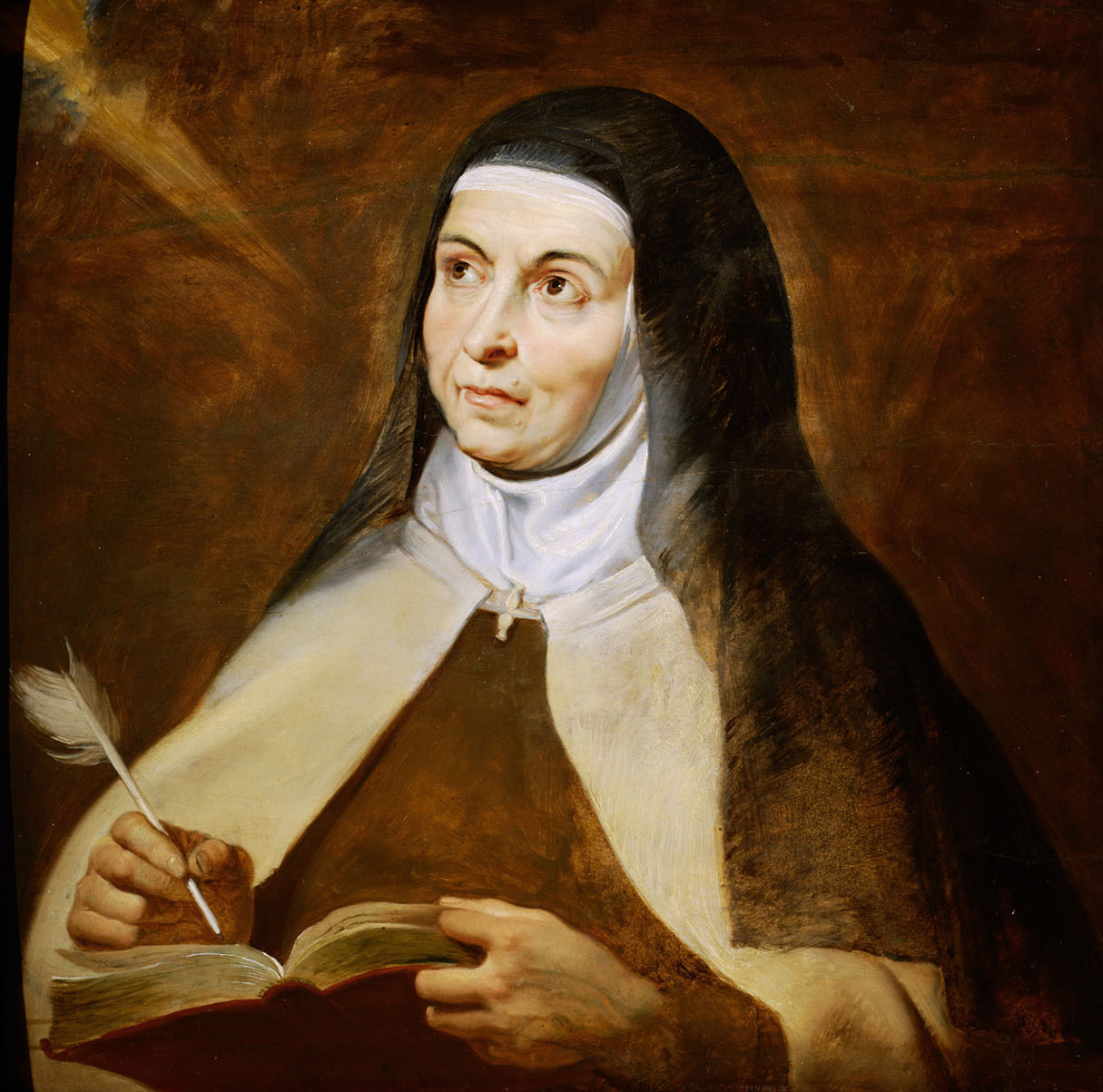
Retrato de Teresa de Jesús (1614), a la que el general Franco tenía gran devoción. Se desconoce si Franco sabía que era de origen judeoconverso.

"Franco era mucho menos antisemita que muchos de sus compañeros de armas, como Mola, Queipo de Llano o Carrero Blanco, y ello influyó sin duda en la política de su régimen respecto de los judíos", afirma Álvarez Chillida. En sus discursos y declaraciones durante la guerra civil no utilizó ninguna expresión antisemita. Para él los enemigos son Rusia y el comunismo y la masonería, que dominan el bando republicano. Estas ideas procedían de los boletines de la Entente Internationale Anticommuniste con sede en Ginebra (Suiza) y a los que el general Franco estaba suscrito desde los tiempos de la dictadura de Primo de Rivera.
Las primeras manifestaciones antisemitas se produjeron tras la victoria en la guerra civil, concretamente en el discurso que pronunció el 19 de mayo de 1939 en el desfile de la Victoria: "No nos hagamos ilusiones: el espíritu judaico que permitía la gran alianza del gran capital con el marxismo, que sabe tanto de pactos con la revolución antiespañola, no se extirpa en un solo día y aletea en el fondo de muchas conciencias". En su discurso de fin de año, cuando Hitler acababa de barrer del mapa a Polonia y estaba internando en guetos a los judíos polacos, justifica "los motivos que han llevado a distintas naciones a combatir y a alejar de sus actividades a aquellas razas en que la codicia y el interés es el estigma que las caracteriza, ya que su predominio en la sociedad es causa de perturbación y peligro para el logro de su destino histórico. Nosotros, que por la gracia de Dios y la clara visión de los Reyes Católicos, hace siglos nos libramos de tan pesada carga…". El 29 de mayo de 1942, en un discurso ante la Sección Femenina de Falange elogia de nuevo la expulsión de los judíos de España en 1492 afirmando a continuación que la política que aplicaron los Reyes Católicos en este tema era "totalitaria y racista, por ser católica".
La posición antisemita la mantuvo incluso después de que comenzaran los reveses para los nazis en la guerra. Así en abril de 1943, tras la derrota alemana de Stalingrado, el Generalísimo escribió al papa Pío XII:

Se mueven, entre bastidores, la masonería internacional y el judaísmo imponiendo a sus afiliados la ejecución de un programa de odio contra nuestra civilización católica, en el que Europa constituye el blanco principal por considerársele el baluarte de nuestra fe

Sin embargo los escritos más antisemitas de Franco son los artículos que con el seudónimo de Jakin Boor, que ya venía utilizando en sus colaboraciones para el diario falangista Arriba desde 1946, escribe para ese diario en 1949 y en 1950. En ellos vincula a los judíos con la masonería y los califica de "fanáticos deicidas", "pueblo enquistado en la sociedad en que vive" y "ejército de especuladores acostumbrados a quebrantar o a bordear la ley". Según Álvarez Chillida, esos artículos responden a la negativa del recién fundado Estado de Israel a mantener relaciones diplomáticas con el régimen franquista y a su voto contrario en la ONU al levantamiento de las sanciones internacionales contra España acordadas en 1946. En el artículo titulado "Acciones asesinas" publicado el 16 de julio de 1950 el general Franco da plena credibilidad a los Protocolos de los Sabios de Sión gracias a los cuales, según él, se ha podido conocer la conspiración del judaísmo "para apoderarse de los resortes de la sociedad". Según Álvarez Chillida este artículo es el más antisemita de los que escribió en Arriba con el seudónimo de Jakin Boor, porque además justifica la política antisemita de los Reyes Católicos con el "argumento" de que los judíos del siglo XV se habían convertido en "sectas degeneradas, secretas, conspiradoras y criminales", que entre otros crímenes cometían el "asesinato de niños y adultos en reuniones secretas". "Como podemos ver —comenta Álvarez Chillida—, el filosefardismo de Franco tenía sus límites, que se hicieron evidentes cuando el Estado de Israel se interpuso en sus planes internacionales".

### El antisemitismo: la conspiración judeomasónica

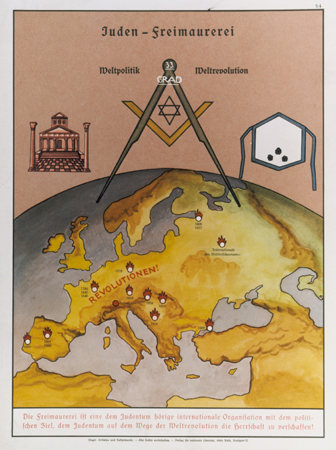
Propaganda nazi de 1935 "denunciando" la acción de la judeo-masonería en varias revoluciones europeas: Revolución francesa, Revolución rusa de 1905, los Jóvenes Turcos, Revolución del 5 de octubre de 1910, Atentado de Sarajevo, Revolución rusa de 1917, Revolución de Noviembre, República Soviética de Baviera, República Soviética Húngara, Revuelta de julio de 1927, Proclamación de la Segunda República Española.

En la zona sublevada durante la guerra civil española y durante el período de la dictadura del general Franco que coincidió con la Segunda Guerra Mundial se acentuó aún más el antisemitismo de las derechas antirrepublicanas al que Falange se sumó también –en el primer número de su diario Arriba España de Pamplona del 1 de agosto de 1936 apareció la consigna: ¡Camarada! Tienes la obligación de perseguir al judaísmo, a la masonería, al marxismo y al separatismo.
Dado que en España no había judíos –excepto unos pocos miles en el Protectorado- este "antisemitismo sin judíos" tenía una función esencialmente ideológica: identificar al bando republicano con los judíos, recurriendo a los viejos estereotipos antijudíos todavía presentes en la memoria popular –así algunos campesinos de Castilla creían que los rojos tenían rabo como se decía de los judíos-. Y dentro de él desempeñaba un papel central el mito del complot judeomasónico que ya había servido a las derechas antirrepublicanas para explicar la caída de la monarquía en 1931 y del mundo tradicional y católico que se fue con ella. Tras el golpe de Estado en España de julio de 1936 que inició la Guerra Civil Española el mito de la conspiración sirvió para fundir en un solo enemigo a las diversas fuerzas que luchaban por la República porque todas ellas estaban manejadas por los judíos para conducirla al comunismo. Eran los rojos. "El conjunto de esas fuerzas estaba a los órdenes del judaísmo, y su plan de sovietizar España se estaba realizando ya en el bando enemigo mediante atroces matanzas, la persecución religiosa y la revolución social que estalló al comenzar la guerra". En el Poema de la Bestia y el Ángel (1938) de José María Pemán Dios encarga a la Iglesia española enfrentarse al Oriente rojo y semítico, porque el agente de la Bestia (de Satanás) en la tierra es el Sabio de Sión –una idea que procede, claro está, de los Protocolos de los Sabios de Sión-.
El mito de la conspiración judeomasónica, como ha destacado Gonzalo Álvarez Chillida, servía además "para justificar moralmente la propia causa de la guerra. Quienes la habían iniciado al sublevarse, desarrollando luego una cruenta y prolongada represión, se limpiaban de toda culpa al convertir la contienda en una cruzada contra los enemigos de Dios, una defensa in extremis contra el plan satánico de sovietizar la católica España, que estaba a punto de culminar en el verano de 1936". El cardenal Isidro Gomá, primado de España declaró tras la toma de Toledo por los sublevados en septiembre de 1936:

Judíos y masones envenenaron el alma nacional con doctrinas absurdas, cuentos tártaros y mongoles convertidos en sistema político y social en las sociedades tenebrosas manejadas por el internacionalismo semita

Pocos meses más tarde en una pastoral acusaba a los republicanos de haber "empalmado oficialmente con judíos y masones, verdaderos representantes de la anti-España" para a continuación referirse a la presencia de rusos en el bando republicano: "Dolor de haber visto el territorio nacional mancillado por la presencia de una raza forastera, víctima e instrumento a la vez de esta otra raza que lleva en sus entrañas el odio inmortal a nuestro Señor Jesucristo". En una pastoral de septiembre de 1938 el obispo de León Carmelo Ballester afirmó que la guerra civil española era una guerra "del judaísmo contra la Iglesia católica". Añadiendo a continuación: "Válese el judaísmo en esta hora crítica de la historia de dos elementos formidables: …la masonería; … el comunismo y todas las entidades similares, distintos cuerpos del mismo ejército: el anarquismo, el anarcosindicalismo, el socialismo…".
Entre los militares sublevados también fueron muy frecuentes las invectivas antisemitas. El general Queipo de Llano en una de sus famosas charlas radiofónicas desde Sevilla dijo que la siglas URSS significaban Unión Rabínica de los Sabios de Sión. En 1941 Carrero Blanco, futuro cerebro gris del régimen franquista, interpretaba así la Segunda Guerra Mundial y el papel de España en ella:

España, paladín de la fe en Cristo, está otra vez contra el verdadero enemigo: el Judaísmo […] Porque el mundo, aunque no lo parezca… vive una constante guerra de tipo esencialmente religioso. Es la lucha del Cristianismo contra el Judaísmo. Guerra a muerte, como tiene que serlo la lucha del bien contra el mal

## La política judía del franquismo
Según Joseph Pérez, "los actos del gobierno de Franco, desde una fecha muy temprana no se ajustan ni al antijudaísmo ni al antisemitismo, sino que aparecen conformes con el filosefardismo tal como lo concebía Primo de Rivera. Vemos, en efecto que, a pesar de los ataques verbales contra los judíos —las declaraciones ideológicas sobre el complot judeomasónico y la repetida aprobación del decreto de expulsión firmado en 1492 por los Reyes Católicos—, es aquella política, inaugurada en 1924, la que continúa". Pérez aporta como prueba la creación en 1941 de la Escuela de Estudios Hebraicos adscrita al CSIC que comenzó a editar la revista Sefarad.
Gonzalo Álvarez Chillida, por el contrario, considera al régimen franquista antisemita, aunque se trata de un antisemitismo "que hunde sus raíces en el viejo antijudaísmo cristiano y en la imagen castiza del judío, subyacente en la mentalidad y la cultura popular". El antisemitismo franquista se tradujo en "una especie de retorno al decreto de expulsión de 1492, con la prohibición total de su culto y de sus organizaciones, salvo en los territorios de norte de África, y el esfuerzo incesante para impedir que los judíos que venían huyendo de la persecución alemana entraran para quedarse".

### Antisemitismo y política judía en la zona sublevada durante la Guerra Civil
Los "antisemitas de pluma" que lograron sobrevivir a las matanzas que los revolucionarios perpetraron durante los primeros meses de la guerra, continuaron con su labor propagandística ahora a favor del bando sublevado. Como en los años de la Segunda República Española destacó el P. Juan Tusquets, que trabó amistad con el Generalísimo Franco en Burgos, convirtiéndose en un estrecho colaborador suyo en temas de prensa y propaganda, y colaborando activamente en la represión de los masones. En las nuevas Ediciones Antisectarias publica varios libros y folletos como La Francmasonería, crimen de lesa patria —en el que culpa de la guerra a los masones que dominaban la República para lograr el dominio judío de España—, Masonería y separatismo y Masones y pacifistas —"un verdadero tratado antisemita"—. También continuó con su labor el policía Mauricio Carlavilla, estrecho colaborador del antisemita general Mola. Publicó en 1937 Técnica del Komintern en España en el que define el Frente Popular como la "alianza siniestra del Comunismo y la Masonería, bajo el signo de Israel". Y también Nazario S. López, "Nazarite", antiguo colaborador de la revista femenina antisemita Aspiraciones, que escribió Marxismo, judaísmo y masonería en el que aplaude la política nazi contra "la avalancha judaica" (sic); o el antiguo diputado integrista José María González de Echávarri que publicó Los Judíos en España y el Decreto de su expulsión.
Entre los nuevos "antisemitas de pluma" destacó el obispo de Tenerife, Albino González Menéndez-Reigada (Fray Albino), autor del Catecismo Patriótico Español que se usó en las escuelas y contó con varias ediciones. En él se decía que "Los enemigos de España son siete: el liberalismo, la democracia, el judaísmo, la masonería, el capitalismo, el marxismo y el separatismo", tesis que reiteró en Los enemigos de España -en él afirmaba que el Talmud enseña un "odio verdaderamente satánico a Cristo y al Cristianismo". Asimismo en la prensa del bando sublevado, incluidas las revistas culturales de las órdenes religiosas, aparecieron con frecuencia artículos que señalaban al judaísmo como uno de los enemigos a batir, normalmente unido a la masonería y al marxismo —algunos de ellos antiguos periodistas del diario pronazi Informaciones, como Federico de Urrutia o Juan Pujol—. Lo mismo que las pastorales de muchos obispos, incluido el primado de Toledo, el integrista Isidro Gomá, quien defendió que la guerra no era una guerra civil sino la lucha de "España contra la Anti-España" y entre "Cristo y el Anticristo". Y las declaraciones y discursos de destacados políticos franquistas, como Raimundo Fernández Cuesta, Ramón Serrano Suñer o el general Millán Astray, primer jefe de propaganda del general Franco, quien en septiembre de 1936 afirmó: "Los judíos moscovitas querían encadenar a España para convertirnos en esclavos, pero hemos de luchar contra el comunismo y el judaísmo. ¡Viva la muerte!".
Dos libros importantes contribuyeron también a la difusión del mito antisemita en apoyo del bando sublevado. El primero fue El Poema de la Bestia y el Ángel (1938) de José María Pemán, en el que la Bestia se encarna en la Tierra en el sabio de Sión quien decreta la destrucción de la católica España; y Comunistas, judíos y demás ralea, colección de artículos antisemitas y anticomunistas del novelista Pío Baroja, con prólogo del fascista Ernesto Giménez Caballero, quien al parecer fue quien seleccionó los textos y promovió su publicación —el título fue obra del editor, Ruiz Castillo-Basala—.
En cuanto a la política concreta hacia los judíos durante la guerra civil, según Joseph Pérez, se puede afirmar que los sublevados no persiguieron sistemáticamente a los judíos, aunque hubo algún caso. Los ejecutados en Ceuta, Melilla y el Protectorado de Marruecos lo fueron por ser izquierdistas o masones, no por ser judíos. De hecho en la circular del 30 de junio de 1936 del "Director" del golpe, el antisemita general Mola, no se menciona a los judíos entre los "elementos izquierdistas" a "eliminar".
Gonzalo Álvarez Chillida, por su parte, afirma que "no hubo nada equivalente [a la feroz represión que sufrieron los masones: varios centenares fueron asesinados o fusilados; y más de dos mil sufrieron largas penas de prisión de doce o más años] contra los judíos de la península o el Marruecos español, pero eso no significa que la propaganda antisemita del régimen no tuviera ningún efecto". En Ceuta, aunque la sinagoga no fue cerrada, los judíos sufrieron vejaciones y palizas, como la que recibió el que fue alcalde en funciones, el primorriverista José Alfon, a pesar de su amistad personal con el Generalísimo Franco. Lo mismo sucedió en Melilla donde además, a diferencia de lo que sucedió en Ceuta, la sinagoga permaneció cerrada durante seis meses y el colegio judío fue incautado por la Falange. "Los judíos fueron expulsados del Casino y la policía les obligó a declarar sus bienes. Los jóvenes judíos llamados a filas fueron tratados con gran dureza". Por otro lado tanto los judíos de Melilla, como los de Ceuta y los del Protectorado de Marruecos —cuyo hostigamiento fue denunciado por la prensa judía, como The Jewish Chronicle— fueron obligados a pagar enormes contribuciones "voluntarias" al bando sublevado y a Falange Española Tradicionalista y de las JONS, a pesar de que algunos de ellos habían apoyado financieramente al general Franco durante el golpe de julio de 1936. Lo mismo le ocurrió a la comunidad judía de Sevilla, cuya sinagoga fue cerrada, a la que el general Queipo de Llano le obligó a pagar una suma de 138.000 pesetas, enorme para el conjunto de población, dado su reducido tamaño. Además tuvo que soportar algunos incidentes en los negocios regentados por ellos."Cuando los franquistas entraron en Barcelona, la sinagoga fue saqueada y cerrada, lo mismo que las de Madrid y Sevilla. Las comunidades fueron disueltas y los ritos religiosos judíos quedaron por completo prohibidos".

### Antisemitismo y política judía durante la Segunda Guerra Mundial
La embajada de la Alemania nazi en Madrid desplegó una colosal campaña de propaganda durante los años de Segunda Guerra Mundial que contó con el apoyo de las autoridades franquistas, especialmente del ministro Ramón Serrano Súñer, y que incluía el control de las noticias que aparecían en la prensa y en los noticiarios cinematográficos sobre Alemania y la inserción de unas "Cartas de Berlín" redactadas en la embajada —en 1941 el cine alemán superó al norteamericano en el número de películas proyectadas en los cines—. También subvencionaron editoriales que publicaban los clásicos antisemitas, libros traducidos del alemán o de autores pronazis como el periodista del diario Informaciones —que siguió siendo el órgano de prensa más entregado a la causa nazi— Federico de Urrutia o Carmen Velacoracho —también libros anónimos como La garra del capitalismo judío (1943)—. Uno de los elementos esenciales de la propaganda nazi fue el antisemitismo y la "denuncia" de que las potencias aliadas estaban dominadas por los judíos -la embajada llegó a publicar sin pie de imprenta La dominación de los judíos en Inglaterra de Peter Aldag (seudónimo de Fritz Peter Krüger)— además de acusarlas de haber sido ellas las que habían desencadenado la guerra, interpretada ésta como una lucha de Europa contra la antiEuropa y presentando a Hitler como un héroe cristiano.
La campaña de la embajada alemana contribuyó a que la eclosión del antisemitismo iniciada durante la República y la Guerra Civil alcanzara sus mayores cotas en los años de la Segunda Guerra Mundial. Los falangistas fueron unos de los protagonistas principales: La revolución social del nacional-sindicalismo (1940) de José Luis Arrese; Serrano Súñer en la Falange de Ángel Alcázar de Velasco; El Imperio de España de Antonio Tovar; y Gente que pasa, obra teatral de Agustín de Foxá, cuyo filosefardismo inicial se había convertido en radical antisemitismo como ya lo había mostrado en sus poemas y artículos periodísticos. También se sumaron católicos, como Enrique Herrera Oria o Juan Segura Nieto, autor de ¡Alerta!... Francmasonería y judaísmo (1940), y militares, entre los que destacó Carrero Blanco, quien en 1941 se convirtió en consejero directo del Generalísimo Franco al ocupar la subsecretaría de la Presidencia. En un informe que presentó a Franco tras el ataque japonés a Pearl Harbor del 9 de diciembre de 1941 escribió:

El frente anglosajón soviético, que ha llegado a constituirse por una acción personal de Roosevelt, al servicio de las Logias y los Judíos, es realmente el frente del Poder Judaico donde alzan sus banderas todo el complejo de democracias, masonería, liberalismo, plutocracia y comunismo que han sido las armas clásicas de que el judaísmo se ha valido para provocar una situación de catástrofe que pudiera cristalizar en el derrumbamiento de la Civilización Cristiana

La prensa se sumó a la campaña y apoyó la política antisemita que se estaba desarrollando en Europa, incluidos los diarios y revistas católicos, a pesar de que algunos obispos criticaron el racismo anticristiano nazi, aunque en ningún momento condenaron el antisemitismo —"con frecuencia el mismo texto que condenaba el racismo atacaba antes o después el judaísmo", afirma Álvarez Chillida—. La única diferencia entre la prensa católica y la falangista estriba en que "mientras revistas y diarios católicos [en sus ataques a los judíos] insisten en los motivos religiosos (deicidio, anticristianismo), los órganos del partido [FET y de las JONS] estaban mucho más influidos por la propaganda alemana, y en los diarios su antisemitismo era de una dureza muy superior, con el inevitable González-Ruano a la cabeza. Éste, el 13 de diciembre de 1939, pedía la expulsión de todos los judíos de Europa y arremetía contra todo tipo de filosefardismo: Desenmascarad... llamad imbécil a ese tipo que habla de la contribución... a la cultura española de los judíos".
En los libros escolares también apareció el discurso antisemita. Por ejemplo, Símbolos de España (1939), editado por la editorial católica Magisterio Español, adoctrinaba: "Queremos una España dueña de sus destinos... que no esté esclavizada a los Estados capitalistas judaicos". En España es mi madre (1939) del jesuita Enrique Herrera Oria se hacía una detallada descripción del martirio del Santo Niño de la Guardia, así como en Yo soy español (1943) de Serrano de Haro del de Santo Dominguito de Val, acompañado con ilustraciones impactantes -en este libro de lecturas escolares que en 1962 ya iba por la 24.ª edición se explicaba a los niños que "los judíos odiaban a los cristianos y les daba mucha rabia que los niños quisieran a la Virgen y al Señor. Por eso mataron a Santo Dominguito del Val"—. El programa oficial de Historia de 1939 obligaba a "explicar" cómo la República había "entregado España" a la " conspiración masónica-judaica internacional, a la Internacional socialista y al Komintern".
En cuanto a la política aplicada a los judíos, hay que decir que las leyes represivas promulgadas por el Generalísimo Franco al final de la guerra civil o inmediatamente después no hacen referencia a los hebreos y sí en cambio a la masonería y al comunismo, como en la Ley sobre represión de la masonería y del comunismo de 1940, que en realidad estaba dirigida contra todos los que habían apoyado a la República. Esto se explica porque España seguía siendo un país sin judíos y porque, como ha señalado Álvarez Chillida, no hacía falta que se dictaran "leyes especiales contra los judíos" al haberse "restaurado la unidad católica" lo que significaba que "se consideraba vigente implícitamente el edicto de expulsión".
Al prohibirse oficialmente cualquier culto que no fuera el católico, excepto en el norte de África, las sinagogas de Sevilla, Barcelona y Madrid permanecieron cerradas. En 1940 se decretó que para poder inscribir a un recién nacido en el Registro Civil tenía que haber sido bautizado, y todos los niños estaban obligados a estudiar el catecismo católico. Como consecuencia de todo esto la mayoría de los pocos judíos que había en la península —veinticinco familias en Madrid; quinientas personas en Barcelona— se vieron obligados a convertirse.
También se adoptaron medidas policiales de control de los judíos. Una circular de 5 de mayo de 1941 de la Dirección General de Seguridad ordenó a todos los gobernadores civiles que abrieran una ficha a cada judío, español o extranjero, que residiera en su provincia en la que se incluyera su filiación política y su "grado de peligrosidad". "Se pedía especial atención a los sefardíes, por su mayor facilidad para ocultar su origen y poder realizar así manejos perturbadores. Se formó así el Archivo Judaico, cuyas iniciales AJ figuraban en los expedientes. En uno de ellos, tras afirmar que no tenía una filiación política conocida, se decía: "Se le supone la peligrosidad propia de la raza judía (sefardita)". Además en los documentos de identidad o permisos de residencia se escribía con tinta roja la palabra "judío".
Se creó un departamento de Judaísmo, anexo al departamento de Masonería, bajo la dirección del policía Eduardo Comín Colomer, ambos integrados en la cuarta sección, Antimarxismo, de la Dirección General de Seguridad, a cuyo frente estaba José Finat y Escrivá de Romaní, "un representante de la derecha católica fascistizada que había ocupado previamente el cargo de delegado nacional del servicio de información e investigación de FET y de las JONS y muy próximo al ministro de la Gobernación, Ramón Serrano Súñer".
Al margen de este organigrama se creó además una Brigada Especial, a cuyo frente Finat nombró al furibundo antisemita Mauricio Carlavilla. Su misión principal era controlar a los judíos residentes en España, atendiendo así la petición expresa de Heinrich Himmler, jefe de las SS y de los servicios de seguridad del Tercer Reich, que se entrevistó con Finat en Berlín y en 1940, cuando visitó España, con el general Franco y con Serrano Suñer. A cambio los nazis se comprometieron a entregar a Franco a todos los exiliados republicanos que capturaran, promesa que cumplieron. La Brigada Especial fue la que se ocupó del Archivo Judaico en que estaban registrados todos los judíos, españoles y extranjeros, residentes en España, que se mantuvo en absoluto secreto, y que era alimentado con los informes que enviaban los gobernadores civiles sobre "las actividades de carácter judaico" que se produjeran en su provincia. Según José Luis Rodríguez Jiménez, "la colaboración no se produjo en todos los casos requeridos por los alemanes, pero hay constancia de que algunas personas fueron entregadas a las autoridades de Berlín". Cuando cambió el signo de la Segunda Guerra Mundial esta colaboración se interrumpió.
Por otro lado, el Boletín de Información Antimarxista (BIA), que se comenzó a editar con carácter secreto hacia el final de la guerra civil por la Dirección General de Seguridad, empezó a ocuparse también del judaísmo internacional a partir del envío de la División Azul al frente ruso en julio de 1941. En los artículos dedicados a este tema, que como todos los del Boletín iban sin firma pero que es probable que fueran escritos por los policías Mauricio Carlavilla y, su amigo, Eduardo Comín Colomer, se hablaba de la existencia del Kahal o "Super-Gobierno secreto" judío basándose en El discurso del rabino y en los Protocolos de los Sabios de Sión, a los que concedían plena credibilidad.
Algunos judíos fueron encarcelados y sufrieron malos tratos, pero por su filiación republicana o masónica, como fue el caso de José Bleiberg, que se suicidó antes de ser detenido, mientras que sus dos hijos, Alberto Bleiberg y Germán Bleiberg, estuvieron cuatro años en la cárcel, o el del presidente de la comunidad judía de Barcelona, encerrado en un campo de concentración por ser masón. Asimismo otras personas tuvieron problemas por estar relacionadas con judíos, como le ocurrió al poeta Jorge Guillén, casado con una hebrea, o al escritor filosefardí Cansinos Assens, en cuyo expediente constaba que "es judío, habiendo escrito varios libros y folletos en defensa del judaísmo. Es amigo del aventurero JOSÉ ESTRUGO, dirigente del Socorro Rojo Internacional", razón por la cual se le denegó la petición del "carnet de periodista", imprescindible para poder ejercer esa profesión. Por su parte, los chuetas mallorquines, aunque no hubo ninguna acción oficial contra ellos, fueron objeto de amenazas anónimas, en una de las cuales se les decía: "La Falange sabrá expulsar a la ralea judía".
Al mismo tiempo que se desarrollaba esta política antisemita, el régimen franquista continuó con el "filosefardismo de derechas" iniciado durante la Dictadura de Primo de Rivera. Así en 1941 el CSIC creó la Escuela de Estudios Hebraicos que editó la revista Sefarad, contando con la colaboración de los grandes hebraístas Millás Vallicrosa y Cantera Burgos, pero siempre distinguiendo a los sefardíes de los askenazíes —en el semanario oficioso sobre política exterior Mundo se decía: "Los judíos sefarditas han llegado a liberarse casi completamente de los prejuicios de la raza y de las condiciones psicológicas de sus hermanos"; "no sirven a los fines del judaísmo universal"—. Así el culto judaico fue tolerado en Ceuta, Melilla y el Protectorado de Marruecos -y también en Tánger ocupada por España el 14 de junio de 1940—, donde las sinagogas permanecieron abiertas, y los judíos pudieron continuar con sus actividades normales —aunque tuvieron que hacer algún "donativo" a favor de la División Azul—.

#### El régimen de Franco y el Holocausto
El régimen franquista se alineó con las potencias del Eje durante los primeros años de la Segunda Guerra Mundial. En junio de 1941 el general Franco envió a la División Azul a participar en la invasión de la Unión Soviética. Como consecuencia de ello la Iglesia Católica española dejó de criticar las teorías nazis de la superioridad racial y la prensa que estaba bajo su control y la falangista elogiaron la persecución de los judíos en la Europa ocupada y con mucha frecuencia la compararon con la política antijudía de los Reyes Católicos. En el órgano de Acción Católica Ecclesia se decía el 20 de junio de 1943: "España resolvió el problema judío adelantándose en siglos y con cordura a las medidas profilácticas [sic] que hoy han tomado tantas naciones para librarse del elemento judaico, fermento tantas veces de descomposición nacional".
A pesar de ello, tras la derrota de Francia en junio de 1940 el régimen franquista autorizó el paso rumbo a otros países de acogida, normalmente vía Portugal, de entre 20.000 y 35.000 judíos, junto con otros miles de refugiados. Sin embargo a partir del otoño de 1940 aumentaron las trabas para conceder visados de tránsito y en ningún caso se autorizaron los colectivos, así se denegó el permiso a 3.000 judeoconversos que iban a ser admitidos en Brasil a instancias del Vaticano. En cuanto a los que atravesaban la frontera ilegalmente eran normalmente internados en el campo de concentración de Miranda de Ebro desde donde eran evacuados a otros países gracias, sobre todo, al Joint Distribution Committee, una organización judía norteamericana que el gobierno toleró que se instalara en Barcelona bajo la tapadera de una sucursal de la Cruz Roja portuguesa. Pero muchos de los refugiados que entraban ilegalmente fueros devueltos a Francia, especialmente si eran capturados cerca de la frontera. El caso más renombrado fue el del filósofo judío alemán Walter Benjamin quien ante la perspectiva de tener que volver se suicidó en el paso fronterizo de Port-Bou.
El régimen se ocupó de los judíos sefardíes residentes en Europa que tenían pasaporte español, aunque no todos poseían la plena nacionalidad. Eran unos 4.000, y algo más de la mitad vivían en Francia, a donde había emigrado desde los Balcanes. El otro grupo más numeroso, unos 700, vivían en Salónica y en el resto de Grecia. Sin embargo, el Ministerio de Asuntos Exteriores comunicó a los cónsules destacados en Francia que no se opusieran a la aplicación a los sefardíes de las leyes antisemitas aprobadas por el régimen de Vichy y por los nazis en la Francia ocupada, aunque los cónsules sí que intervenían cuando los judíos con pasaporte español eran detenidos, con resultado desigual. Algunos de ellos consiguieron repatriarse a España.
El problema se agudizó cuando en enero de 1943 Alemania dio un ultimátum a España -y a otros países neutrales- para que repatriaran a los judíos que tuvieran pasaporte español en un plazo de pocos meses, o serían enviados al este de donde no podrían volver hasta el final de la guerra –en realidad serían exterminados en los campos de la muerte de Polonia, un hecho del que entonces el gobierno español ya poseía alguna información-. La primera noticia que tuvo el gobierno franquista y el propio Franco de lo que estaba pasando con los judíos en la Europa de Hitler fue un informe que en diciembre de 1941 elaboraron un grupo de médicos que habían visitado Austria y Polonia y en el que se hablaba del exterminio de los "locos" y de la reclusión de los judíos en guetos donde morían de hambre y enfermedades. Estas informaciones fueron corroboradas por la División Azul en los despachos que envió en 1942 en los que también se hablaba de las matanzas de rusos y polacos. Al final de ese año son los gobiernos aliados los que denuncian el "exterminio" de los judíos. En julio de 1943 la embajada española en Berlín informa a Madrid ya claramente de que los judíos son enviados a los campos polacos donde son asesinados. En 1944 la embajada en Budapest da detalles más precisos sobre el campo de exterminio de Auschwitz.
A diferencia de lo que hicieron Suiza, Suecia o Portugal, el gobierno español no acogió a sus judíos inmediatamente, sino que después de sopesar las distintas posibilidades incluida la de la deportación el propio general Franco decidió que fueran repatriados, pero de ningún modo podrían quedarse en España -lo que suponía considerar vigente el decreto de expulsión de los judíos de 1492-. Además el gobierno español comunicó al alemán que solo aceptaría pequeños grupos sucesivamente –un grupo no entraría hasta que el anterior no hubiera abandonado el país porque "no podemos afrontar el gravísimo problema de tenerles en España"; cursiva de Álvarez Chillida-. Asimismo se ordenó a los cónsules que solo concedieran el visado de tránsito a los judíos que demostraran tener la nacionalidad española y no a los que solo tenían el estatuto de protegido (lo que supuso dejar fuera a 2000 de los 2500 judíos que estaban en Francia y tenían pasaporte español). El gobierno franquista pidió prórroga tras prórroga, por lo que "si muchos se salvaron finalmente fue tanto o más que por la actitud del Gobierno, por la infinita paciencia que manifestaron las autoridades de Berlín", afirma Álvarez Chillida. En total fueron repatriados 800 judíos españoles, algunos centenares de ellos tras pasar por el campo de concentración de Bergen-Belsen debido a las demoras del gobierno español en repatriarlos.
El gobierno español reiteró la orden a los cónsules de España en Alemania y en los países ocupados o satélites del Eje de que no concedieran visados de tránsito a los judíos que lo solicitaran excepto si acreditaban con documentación completa satisfactoria [la] nacionalidad española. Sin embargo, la mayoría de los diplomáticos españoles no hicieron caso a esta orden y atendieron a los judíos, especialmente a los sefardíes que se presentaban en los consulados alegando que tenían el estatuto de protegidos, aunque éste ya no tenía vigencia y el plazo para obtener la nacionalidad había expirado el 31 de diciembre de 1930. Los cónsules sabían que "los sefardíes, como los otros judíos, corrían peligro de muerte si caían en manos de la policía alemana. Ante esta dramática situación, el cuerpo diplomático español, en toda Europa, hicieron todo lo que estuvo en su alcance para aliviar la suerte de los judíos, fuesen sefardíes o no, con nacionalidad española o no. Algunos de aquellos diplomáticos que, espontáneamente, incluso a veces en contra de las instrucciones que recibían de su gobierno, hicieron cuanto estuvo en su poder para salvar a hombres y familias en peligro de muerte, fueron, entre otros: Bernardo Rolland de Miota, cónsul general en París (1939-1943); Eduardo Gasset y Díez de Ulzurrun, cónsul y encargado de negocios en Atenas y Sofía (1941-1944); Sebastián Romero Radigales, cónsul general en Grecia (1943), nombrado Justo entre las naciones por Israel en 2014; Julio Palencia Álvarez, encargado de negocios en Bulgaria; Ángel Sanz Briz, encargado de negocios en Hungría, junto con el italoespañol convertido en falso cónsul Giorgio Perlasca, ambos nombrados Justo entre las naciones, en 1966 y 1989, respectivamente; Ginés Vidal y Saura, embajador en Berlín (1942-1945), y su secretario Federico Oliván; Alejandro Pons Bofill, vicecónsul honorario en Niza (1939-1944); sin contar con muchos otros funcionarios de rango más modesto que les ayudaron a esta tarea humanitaria".
El consulado en París no se dio por enterado de que solo podía conceder visados a los judíos con la nacionalidad española y el 30 de abril de 1943 se los dio a noventa judíos sefardíes que solo tenían el estatuto de protegidos. En los meses siguientes varias decenas de judíos también recibieron el visado sin cumplir todos los requisitos establecidos por el gobierno español. En Bucarest el cónsul concedió pasaportes españoles a judíos sefardíes con el estatuto de protegidos en agosto de 1943, lo que les permitió quedar exentos de la ley que privaba de sus propiedades a los judíos. En Atenas el cónsul Sebastián Romero Radigales logró salvar en 1943 a unos quinientos sefardíes de Salónica de ser deportados a Auschwitz al afirmar ante las autoridades alemanas que eran súbditos españoles, aunque en realidad solo estaban registrados como protegidos. Sin embargo, los alemanes exigieron que fueran inmediatamente repatriados a España a lo que dio largas el gobierno de Madrid a pesar de la insistencia del cónsul Radigales, a quien el gobierno franquista censuró por su "exceso de celo". Los alemanes se cansaron de esperar y enviaron a los judíos a Berlín, donde se hizo cargo de ellos la embajada española. En la carta que envió desde la embajada en Berlín Federico Oliván con fecha 22 de julio de 1943, en la que pedía que fueran trasladados a España los judíos griegos para evitar que fueran encerrados en el campo de Bergen-Belsen, se decía lo siguiente:

Si España… se niega a recibir a esta parte de su colonia en el extranjero…, la condena automáticamente a la muerte, pues ésta es la triste realidad y lo que no hay que tratar de disimularse. […] Mal profeta seré si no llega el día en que se nos critique acerbamente el que, sabiendo lo que iba a ocurrir, nos hayamos lavado las manos como Pilatos y abandonado a su triste suerte a éstos, al fin y al cabo, compatriotas. […] Me resisto a creer que no exista la posibilidad de salvarles de la horrible suerte que les espera, recibiéndoles en nuestro país y haciéndoles esperar en un campo de concentración (que habrá de parecerles, en este caso un paraíso) a que la guerra termine para devolverles eventualmente a su lugar de origen o, si no, a cualquier país que quiera acogerlos cuando, con la terminación de las hostilidades, la humanidad haya vuelto a existir en el mundo

El gobierno español cedió a las presiones de sus diplomáticos tardíamente –el 14 de diciembre de 1943- solo después de asegurarse que la Cruz Roja portuguesa se haría cargo de los gastos del viaje de los sefardíes griegos, aunque en aquel momento éstos ya habían sido encerrados en el campo de Bergen-Belsen. La embajada española en Berlín logró sacar de allí a los 365 supervivientes que llegaron a la frontera española en dos convoyes, los días 10 y 13 de febrero de 1944.

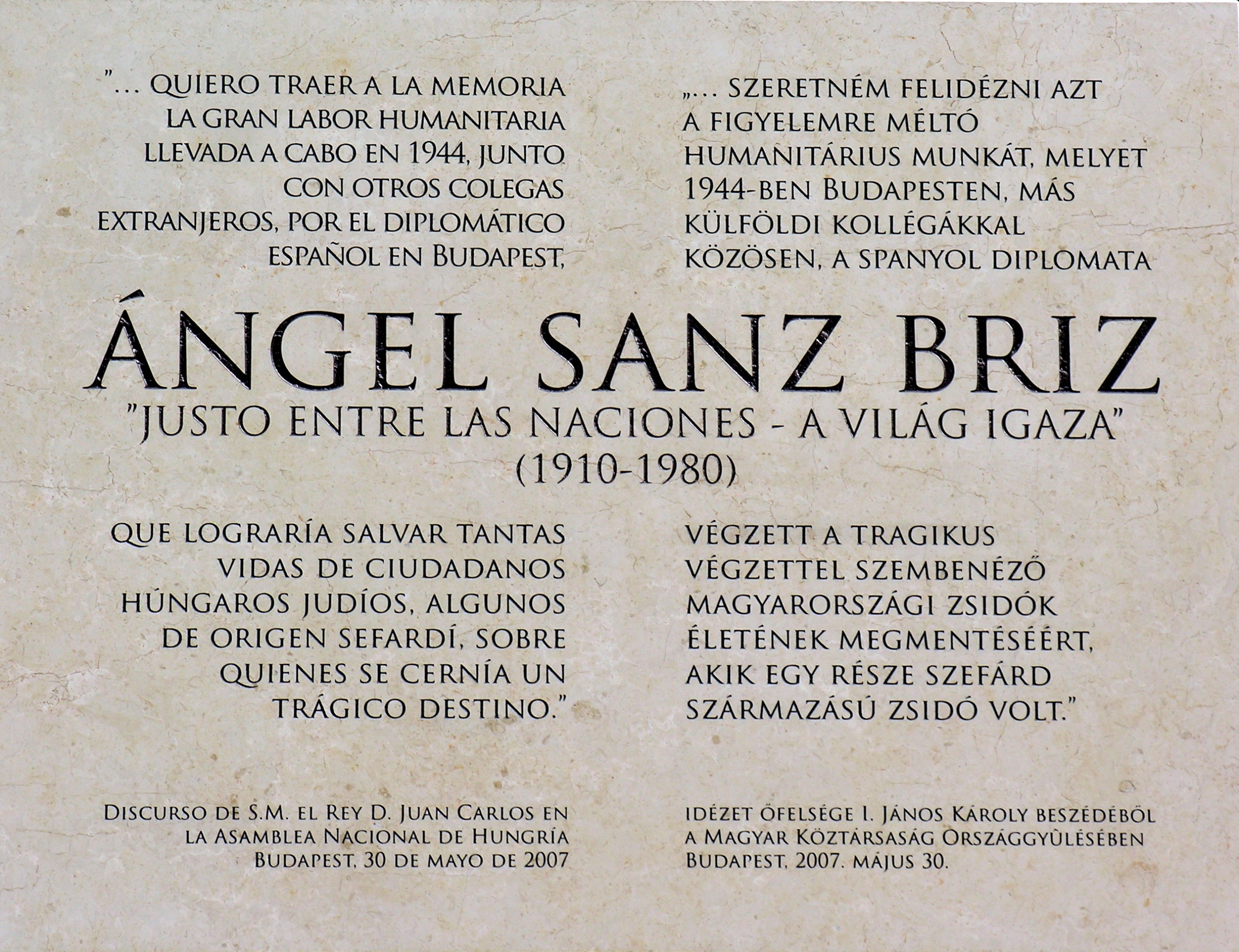
Placa en memoria de Ángel Sanz-Briz en la pared de la Embajada de España en Budapest.

Sin duda la acción de salvamento de judíos más importante fue la que llevó a cabo el secretario de la embajada española en Budapest Ángel Sanz Briz. A principios de 1944 los alemanes ocuparon Hungría y comenzaron a deportar a los campos de exterminio al millón de judíos que vivían allí, lo que levantó las protestas del rey de Suecia y del papa Pío XI, a las que no se sumó el general Franco, a pesar de la presión que recibió de los gobiernos aliados. La comunidad judía de Tánger, ciudad marroquí ocupada desde 1940 por el ejército español, solicitó en mayo de 1944 al gobierno de Madrid que concediera visado a 500 niños judíos de Hungría para que pudieran viajar allí -los gastos los pagaría la Cruz Roja Internacional- donde serían acogidos por las familias judías de la ciudad. "España aceptó la petición, preocupándose de darla a conocer a los Gobiernos y las opiniones de los aliados, ya claramente vencedores en la contienda", afirma Álvarez Chillida. Como Alemania no les dejó salir, los quinientos niños, por iniciativa de Sanz Briz, quedaron bajo la protección de la embajada española y sus gastos corrieron a cuenta de la Cruz Roja Internacional.
En junio de 1944 el embajador Miguel Ángel de Muguiro dejó Budapest y se hizo cargo de la legación española en Hungría Sanz Briz, con el título de encargado de negocios. Briz junto con su ayudante el italiano Giorgio Perlasca –a quienes el gobierno de Israel les otorgó el título de Justos entre las Naciones-, comenzó inmediatamente a conceder visados y pasaportes españoles a miles de judíos. Gracias a estos papeles 1.648 de ellos pudieron salir de Hungría y encontrar refugio en Suiza. A otros Sanz Briz y Perlasca los alojaron en ocho pisos alquilados "anejos a la legación de España" por lo que gozaban del privilegio de la extraterritorialidad, tal como figuraba en la puerta de cada uno de ellos –los gastos corrían a cargo de la Cruz Roja Internacional-. Asimismo Briz se ocupó, como había hecho el año anterior Oliván desde Berlín, de informar al gobierno de Madrid del exterminio de los judíos en los campos gracias al testimonio de dos judíos que habían escapado de Auschwitz. En octubre de 1944 Sanz Briz ideó una estratagema para salvar más judíos. Consiguió que el gobierno húngaro le autorizase a proporcionar doscientos pasaportes a supuestos sefardíes de origen español, que él los convirtió en pasaportes familiares –cada uno incluía una familia entera- y además concedió muchos más pasaportes de los doscientos autorizados simplemente numerándolos siempre por debajo del 200. De esa forma salvó a muchos judíos "españoles". Uno de estos falsos documentos extendidos por Sanz Briz fechado en Budapest el 14 de noviembre de 1944 decía:

Certifico que Mor Mannheim, nacido en 1907, residente en Budapest, calle de Katona Jozsef, 41, ha solicitado, a través de sus parientes en España, la adquisición de la nacionalidad española. La legación de España ha sido autorizada a extenderle un visado de entrada en España antes de que se concluyan los trámites que dicha solicitud debe seguir

En noviembre de 1944, cuando el Ejército Rojo estaba muy cerca de Budapest, Sanz Briz recibió la orden de abandonar la embajada y trasladarse a Suiza, pero Giorgio Perlasca, haciéndose pasar por diplomático español, cuando solo era un italiano que se había refugiado en Budapest, y al que el cónsul español le había facilitado pasaporte español, siguió en la capital húngara continuando con la labor humanitaria hasta el 16 de enero de 1945, día en que las tropas soviéticas entraron en Budapest. Según Joseph Pérez, unos 5.500 judíos salvaron la vida gracias a las gestiones de Sanz Briz y Perlasca, aunque Gonzalo Álvarez Chillida rebaja la cifra a 3.500. En 1991 el gobierno de Israel nombró a Sanz Briz Justo de la Humanidad a título póstumo –había muerto en 1980-.
A diferencia de lo que sucedió con las otras acciones humanitarias de los diplomáticos españoles, la de Sanz Briz sí contó con la aprobación del gobierno español. Según Joseph Pérez, esto se explica por el momento en que se produjo, finales de 1944, cuando no era difícil prever la derrota de Hitler. "La actitud de Sanz Briz servía de coartada al régimen de Franco en sus esfuerzos para convencer a los aliados que ya no tenía nada de común con el Tercer Reich. Además, por aquellas fechas, era demasiado tarde para que los judíos húngaros pudiesen ser trasladados a España. Por si a alguno se le ocurría intentarlo una vez acabada la guerra, utilizando sus documentos de protección, el nuevo ministro de Exteriores, Alberto Martín-Artajo, envió dos circulares a los cónsules, el 24 de julio y el 10 de octubre de 1945, ordenándoles anular su validez a todos los efectos". Este mismo punto de vista es el que sostiene Gonzalo Álvarez Chillida, añadiendo además que "el costo de la operación era mínimo: el papel, la tinta y el tiempo empleado en redactar los documentos de protección. El Gobierno sabía que no podían entrar en España y el sostenimiento era por cuenta ajena. Y las ganancias en propaganda ante los aliados eran cuantiosas".

### La construcción del mito «Franco, salvador de los judíos»

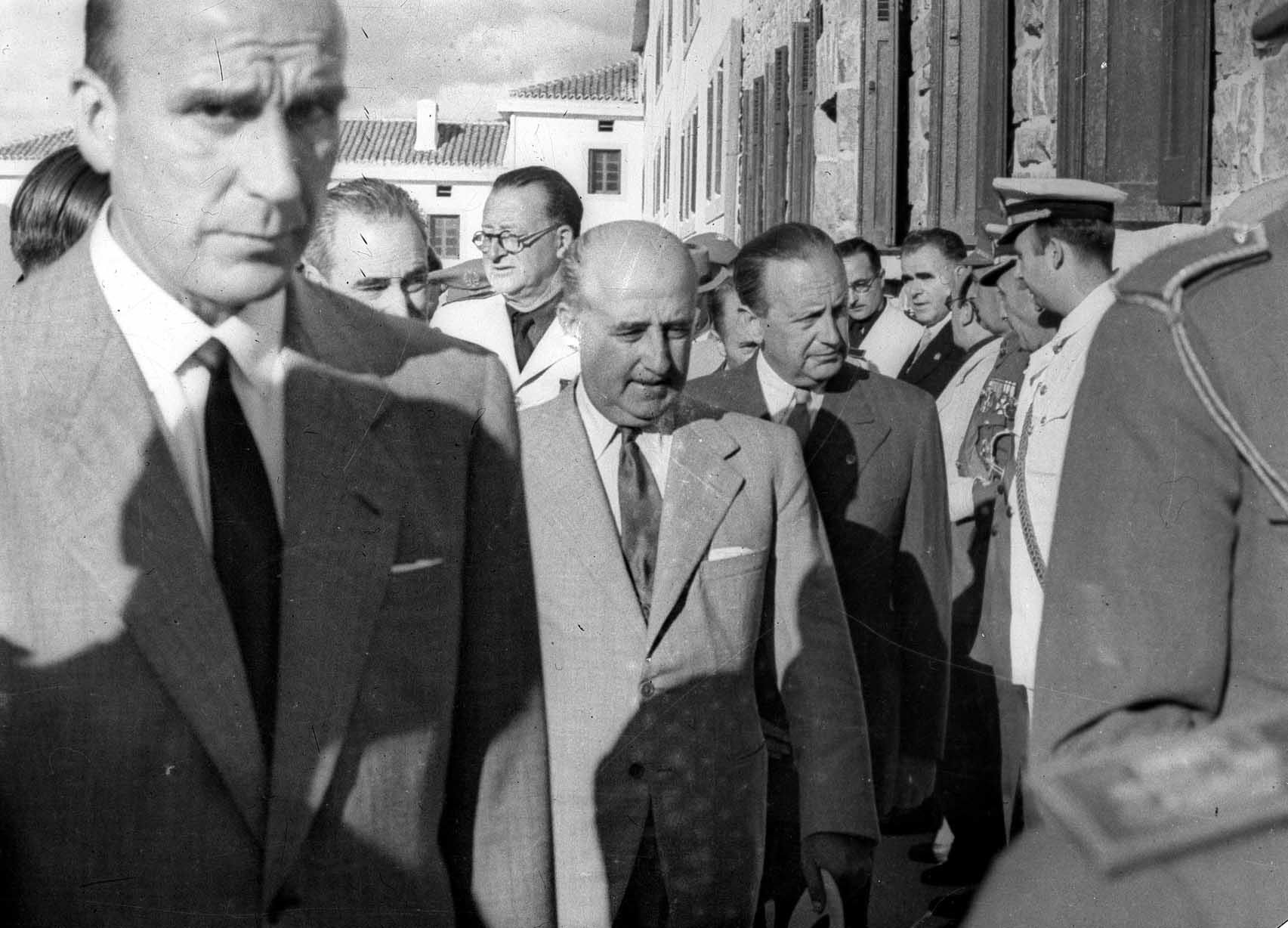
El Generalísmo Franco, en el centro de la imagen de paisano, durante la visita que realizó a Éibar en 1949

Según algunos autores, en 1949, en un momento en que el régimen padecía el aislamiento internacional, la propaganda franquista inventó el mito[cita requerida] del "Franco salvador de los judíos", especialmente de los sefardíes. Esto permitió acusar al recién creado estado de Israel de ingratitud, ya que acababa de rechazar el establecimiento de relaciones diplomáticas con España y había votado en la ONU en contra del levantamiento de las sanciones contra el régimen –para Israel, el general Franco seguía siendo el aliado de Hitler-. Para difundir el mito se elaboró un folleto traducido al francés y al inglés. Según Álvarez Chillida, "el éxito de esta campaña fue tan grande que sus secuelas han llegado hasta la actualidad. Y éxito especialmente en el mundo judío".
Según Álvarez Chillida, la campaña estaba dirigida únicamente al exterior, "pues en el interior [de España] apenas se entendía de qué salvación se trataba. Ya que el Holocausto, y sobre todo las imágenes del mismo, fue un tema tabú que estuvo censurado hasta la muerte del dictador". Dado que la existencia de las atrocidades nazis era imposible de esconder, e incluso la prensa había informado de los Juicios de Núremberg -aunque sin describir en extenso los "crímenes contra la Humanidad" y la "persecución de los judíos"- resultaba imposible ocultar completamente los crímenes del III Reich, pero la Prensa sólo podía citar este tema tangencialmente,[cita requerida] evitando cualquier referencia al apoyo moral español a las Leyes Raciales, a la magnitud del Holocausto Judío, y evitando una clara discusión sobre los hechos.
El propio régimen franquista reconoció internamente las limitaciones de la política de "salvación de los judíos" como lo muestra un informe secreto elaborado en 1961 para el ministro de Asuntos Exteriores Fernando María Castiella:

Durante la guerra, por razones sin duda poderosas, el Estado español aun cuando prestó eficaz ayuda a los sefarditas, pecó en algún caso de excesiva prudencia, y es evidente que una acción más rápida y decidida hubiera salvado más vidas, si bien se pueden cifrar en unas 5.000 las que figuran en el haber de nuestra cuenta con los judíos.

Pero el mito se mantuvo, según Álvarez Chillida. En una fecha tan tardía como 1970, cinco años antes de la muerte de Franco, el Ministerio de Asuntos Exteriores proporcionó documentación seleccionada al español Federico Ysart y al rabino norteamericano Chaim Lipschitz para que escribieran sendos libros en los que continuaron con la apología de la labor desarrollada por el régimen en la "salvación de los judíos".
El mito fue desmontado por las minuciosas y documentadas investigaciones del profesor israelí Haim Avni (España, Franco y los judíos, publicado en España en 1982), los españoles Antonio Marquina y Gloria Inés Ospina, autores de España y los judíos en el siglo XX. La acción exterior (1987), y, más recientemente, por el alemán Bernd Rother (Spanien und der Holocaust, 2001; traducido al español en 2005 con el título Franco y el Holocausto). Pero a pesar de todo, como ha destacado Gonzalo Álvarez Chillida, el mito se resiste a desaparecer y "se ha convertido casi en un lugar común".
Sigue abierto, sin embargo, el debate sobre el alcance de la política franquista respecto de los judíos que huían del Holocausto. El hispanista francés Joseph Pérez a la pregunta que él mismo se formula "¿se habrían podido salvar más judíos si el gobierno español se hubiera mostrado más generoso, aceptando las sugerencias de sus cónsules en la Europa ocupada por los nazis?" responde "desde luego" y añade a continuación: "Hasta 1943… Madrid no quiso complicaciones con Alemania e incluso después de aquella fecha se prestó a colaborar con agentes nazis". No obstante, Pérez concluye: "a pesar de todo, el balance global es más bien favorable al régimen: no salvó a todos los judíos que pedían ayuda, pero salvó a muchos. Así y todo, es muy exagerado hablar, como hacen algunos autores, de la judeofilia de Franco…".
La valoración de Pérez no es compartida por Gonzalo Álvarez Chillida. Según este historiador, a los judíos se les permitió atravesar España, "precisamente porque se trataba de tránsito, sostenido económicamente, además, por los aliados y diversas organizaciones humanitarias", "pero había que impedir por todos los medios que permanecieran en el país, como se ordenó reiteradamente desde El Pardo. Por ello el mayor problema se planteó con los cuatro millares de judíos españoles, que los alemanes estaban dispuestos a respetar siempre que fueran repatriados por España. A pesar de que ya tenía algún conocimiento del exterminio judío, "Franco mantuvo inalterado su criterio de que estos ciudadanos españoles, por ser judíos, tampoco podían permanecer en su propio país. Cómo convencer a los aliados de su evacuación fue más complejo, hubo muchas dilaciones que los alemanes aceptaron, y, finalmente, el régimen salvó a menos de la cuarta parte. […] Y no solo eso. Una vez derrotada Alemania… [el Ministerio de Asuntos Exteriores] ordenó que se consideraran plenamente nulos todos los documentos de protección otorgados durante la guerra. Solo aquellos judíos que demostrasen poseer la ciudadanía española en toda regla serían ayudados a regresar a sus antiguos hogares, pero bajo ningún pretexto podrían entrar en España. […] Muchos judíos que se salvaron a través de España guardan un lógico recuerdo de agradecimiento hacia Franco. Los que fueron devueltos a Francia o aquellos que fueron abandonados por no reconocérseles la nacionalidad en su inmensa mayoría no pudieron guardar recuerdo alguno".
Álvarez Chillida concluye: "El trato que el régimen dio a los judíos en la Segunda Guerra Mundial no fue generoso. Franco no era de los más antisemitas de su régimen, pero consideró vigente en la península el decreto de 1492. No se opuso a que se salvaran los judíos por España, siempre que estuvieran de paso. Y, desde luego, tampoco se esforzó en su salvación. La iniciativa de protegerlos fue más bien de algunos diplomáticos, como Sanz Briz [en Budapest], Romero Radigales en Grecia y Julio Palencia en Sofía. También influyeron las presiones de los aliados y de las organizaciones hebreas, incluso del Ministerio de Exteriores alemán, empeñado en repatriar a los judíos españoles".

### La política judía entre 1945 y 1960
Tras la derrota de las potencias del Eje en la Segunda Guerra Mundial el régimen franquista se ve aislado internacionalmente. Para afianzarse en el interior la propaganda del régimen recurre entonces al mito de la conspiración antiespañola, de la que forman parte los judíos. No es casualidad que los escritos más claramente antisemitas del general Franco y de Carrero Blanco sean precisamente de esta época.
Junto con los artículos del diario Arriba firmados por el general Franco con el seudónimo de Jakin Boor, su principal consejero, el marino Luis Carrero Blanco, publica varias colaboraciones sobre el tema, algunas de ellas para ser leídas en Radio Nacional de España, utilizando diversos seudónimos –Nauticus, Orion, Juan de la Cosa, Ginés de Buitrago-. Respecto a la condena del régimen franquista por la ONU en 1946, Carrero Blanco se pregunta, en lo que parece una alusión velada al judaísmo y a la masonería, "¿Qué misteriosos poderes actúan en el seno de la ONU e inspiran tan extrañas reacciones?".
Cuando se pone fin al aislamiento del régimen gracias al viraje de Estados Unidos y del resto de potencias occidentales motivado por la guerra fría, el "discurso antisemita pierde cada vez más peso". Eso se refleja en los artículos que el general Franco publica entonces en el diario Arriba —siempre bajo el seudónimo de Jakin Boor—. En uno de ellos llega a afirmar que "judaísmo, masonería y comunismo son tres cosas distintas, que no hay que confundir", pero añade a continuación: "muchas veces las vemos trabajar en el mismo sentido y aprovecharse unas de las conspiraciones que promueven las otras".
El debilitamiento del discurso antisemita se ve acompañado de medidas aperturistas respecto de los judíos. En 1949 se abren dos sinagogas en pisos de Madrid y Barcelona —a cambio de que el viejo dirigente hebreo madrileño Ignacio Bauer apoye al régimen franquista en los foros internacionales— y en 1953 el Caudillo concede una audiencia al presidente de la sinagoga de Madrid, Daniel Barukh, otro gran defensor del régimen franquista. En 1954 se abren dos sinagogas más en Barcelona y un centro comunitario, aunque la legalización de las comunidades judías peninsulares no se producirá hasta 1965.
Al mismo tiempo se produce un giro en la política exterior como lo demuestra el Decreto-ley de 29 de diciembre de 1948 por el que se reconocía la nacionalidad española a 271 sefardíes que vivían en Egipto y a 144 familias que vivían Grecia y eran antiguos protegidos de España. Y a continuación se ofrece al recién creado Estado de Israel el establecimiento de relaciones diplomáticas "de cara a lavar la imagen del pasado y acercarse al bloque occidental", aunque solo unos meses antes la prensa franquista había desplegado una campaña en favor de los árabes en el conflicto de Palestina y al informar de la primera guerra árabe-israelí se habían magnificado las supuestas atrocidades cometidas por los "sionistas" que eran presentados como peligrosos comunistas y como "sacrílegos" profanadores de los templos cristianos. Israel se negó a reconocer al régimen franquista, por ser un antiguo aliado de Hitler, y además votó en la ONU en contra del levantamiento de las sanciones decretadas en 1946, lo que desató una campaña antisemita en la prensa, en la que participó el propio general Franco con sus artículos en el diario Arriba escritos bajo el seudónimo de Jakin Boor. El presidente de las Cortes franquistas, Esteban Bilbao, aludió en la Cámara a la "mente judía" de Karl Marx, "perturbada por el odio de su raza a todos los progresos e instituciones que llevan el signo de la cruz". Y en la apertura del curso universitario 1949-1950 el rector de la Universidad de Oviedo pronunció un duro discurso contra los israelíes en el que recurrió a todos los tópicos antisemitas, llegando incluso a citar los Protocolos de los Sabios de Sión. Es entonces cuando la propaganda franquista lanza el mito de "Franco, salvador de judíos" para mostrar la "ingratitud" de Israel. Según Gonzalo Álvarez Chillida, "toda esta reacción antiisraelí puso de manifiesto que el antisemitismo no había muerto con el Holocausto, sino que permanecía aletargado. Muchas ideas pervivían. Lo que había cambiado drásticamente desde 1945 era el ambiente en el que expresarlas".
Tras el reconocimiento internacional del régimen franquista que culmina con la entrada en la ONU en 1955, el régimen ya no está interesado en establecer relaciones diplomáticas con Israel manteniendo así las buenas relaciones con los países árabes, aunque recupera el filosefardismo, sobre todo para congraciarse con la opinión pública norteamericana. En 1959 la Biblioteca Nacional organiza la Exposición bibliográfica sefardí, que no dejó de levantar recelos en algunos sectores del régimen franquista —el Ministerio de Asuntos Exteriores pidió que en la misma no se glorificaran "aquellos aspectos del pensamiento sefardí fundamentalmente antagónicos con el concepto espiritual de la España auténtica"—.
Al igual que el antisemitismo, pasa a segundo plano la teoría de la conspiración antiespañola, siendo sustituida en la propaganda franquista por el énfasis en el crecimiento económico y la paz social. En consecuencia "las referencias a las supuestas actividades del judaísmo desaparecen, siendo muy escasas las publicaciones que incumplen esta regla". Así el policía Comín Colomer en su libros de exaltación del régimen solo habla de pasada del judeomasonismo, del judeosovietismo o del supergobierno de Sión. Sin embargo Mauricio Carlavilla, al que sumó Joaquín Pérez Madrigal —un antiguo diputado del Partido Republicano Radical que nada más comenzó la guerra civil colaboró con el aparato de propaganda franquista y que dirigió en la posguerra el semanario ultraderechista ¿Qué pasa?— siguieron con el tema antisemita. Carlavilla fundó en 1946 la editorial Nos que tradujo varias obras antisemitas e incluso editó un clásico del antisemitismo que aún no había sido publicado en España: La Franc-Maçonnerie. Synagogue de Satan (1893) del obispo jesuita Léon Meurin. Además de Nos, otras dos editoriales publicaron libros antisemitas e incluso pronazis —la del falangista catalán Luis de Caralt y la editorial Mateu, ambas de Barcelona—. La revista Cristiandad fundada en 1944 por el sacerdote integrista Ramón Orlandis publicó artículos sobre el complot judeomasónico. El boletín de la Guardia de Franco En pie fue más lejos pues además de atacar a la masonería y al judaísmo incluyó artículos en los que se elogiaba a Hitler y a Mussolini.
Los que no desaparecieron en absoluto fueron los viejos temas del antijudaísmo cristiano. En numerosas publicaciones y libros, la mayoría escritos por miembros del clero o por católicos integristas, se siguió hablando de la "perfidia judaica", justificando la violencia antijudía y la expulsión de los judíos de España en 1492 y elogiando la represión de la Inquisición española hacia los judeoconversos. Y se siguieron publicando libros escolares que contaban a los niños los "crímenes de los judíos" y rodando películas con alusiones antijudías, como el film Faustina (1957) de José Luis Sáenz de Heredia.

### Antisemitismo y política judía entre 1960 y 1975
El papa Juan XXIII impulsó la renovación de las ideas católicas sobre el judaísmo —en 1959 puso fin a la referencia a la "perfidia judaica" en la liturgia del Viernes Santo-, lo que tuvo un inmediata repercusión en España. En 1961 el hebraísta católico José María Lacalle publicaba un libro defendiendo las tesis de la Conferencia de Seelisberg que establecían las bases teológicas para poner fin al antijudaísmo cristiano. Ese mismo año se funda la asociación Amistad Judeo-Cristiana —que será autorizada en 1962— por iniciativa de un grupo de sacerdotes, que recibieron el apoyo de los dos grandes hebraístas de la época, Cantera Burgos y Millás Vallicrosa, y por otros catedráticos, así como del obispado de Madrid y de algunas personalidades filosefardíes del régimen como Pedro Laín Entralgo y el entonces presidente del Instituto de Cultura Hispánica Blas Piñar. A la reunión fundacional de octubre de 1961 asistieron los dos miembros más destacados de la comunidad judía de Madrid, Max Mazin y Samuel Toledano. Tal vez el evento más sonado promovido por la Asociación fue el acto interconfesional judeocristiano celebrado en la parroquia madrileña de Santa Rita el 28 de febrero de 1967, del que se hicieron eco dos de las tres grandes cadenas de televisión norteamericanas, así como otros medios escritos internacionales. Año y medio antes el Concilio Vaticano II había aprobado la declaración Nostra aetate sobre la relación de los católicos con las religiones no cristianas, en la que se puso fin al antijudaísmo cristiano y se condenó el antisemitismo así como cualquier otra forma de odio racial o religioso.
Las actividades de la Asociación encontraron la oposición de los sectores más integristas y ultras del franquismo —también las embajadas de los países árabes protestaron frecuentemente—. El gobierno vigiló sus actividades y en alguna ocasión prohibió alguna conferencia. Recibió amenazas en las que se decía, por ejemplo, "¡Fuera de España, perros judíos!", acompañado de "¡Viva Cristo Rey!". También fueron objeto de amenazas por medio de pintadas antijudías aparecidas en sus fachadas y de ataques con bombas incendiarias contra sus puertas las sinagogas de Madrid y Barcelona.
En 1968, al amparo de la llamada ley de libertad religiosa aprobada el año anterior —que intentaba ponerse al día en cuanto a la renovación que estaba experimentando la Iglesia a raíz del Concilio Vaticano II, aunque seguía imponiendo severas restricciones a las confesiones no católicas—, se inaugura la nueva sinagoga y el centro comunitario de la calle Balmes de Madrid. "El rabino Garzón es entrevistado por televisión para la ocasión, mientras que un comunicado del Ministerio de Justicia afirma explícitamente que el decreto de expulsión de 1492 estaba derogado desde 1869". En aquel momento vivían en España cerca de 10.000 judíos, la mitad de ellos repartidos entre Madrid y Barcelona y unos 2.000 en Ceuta y en Melilla.

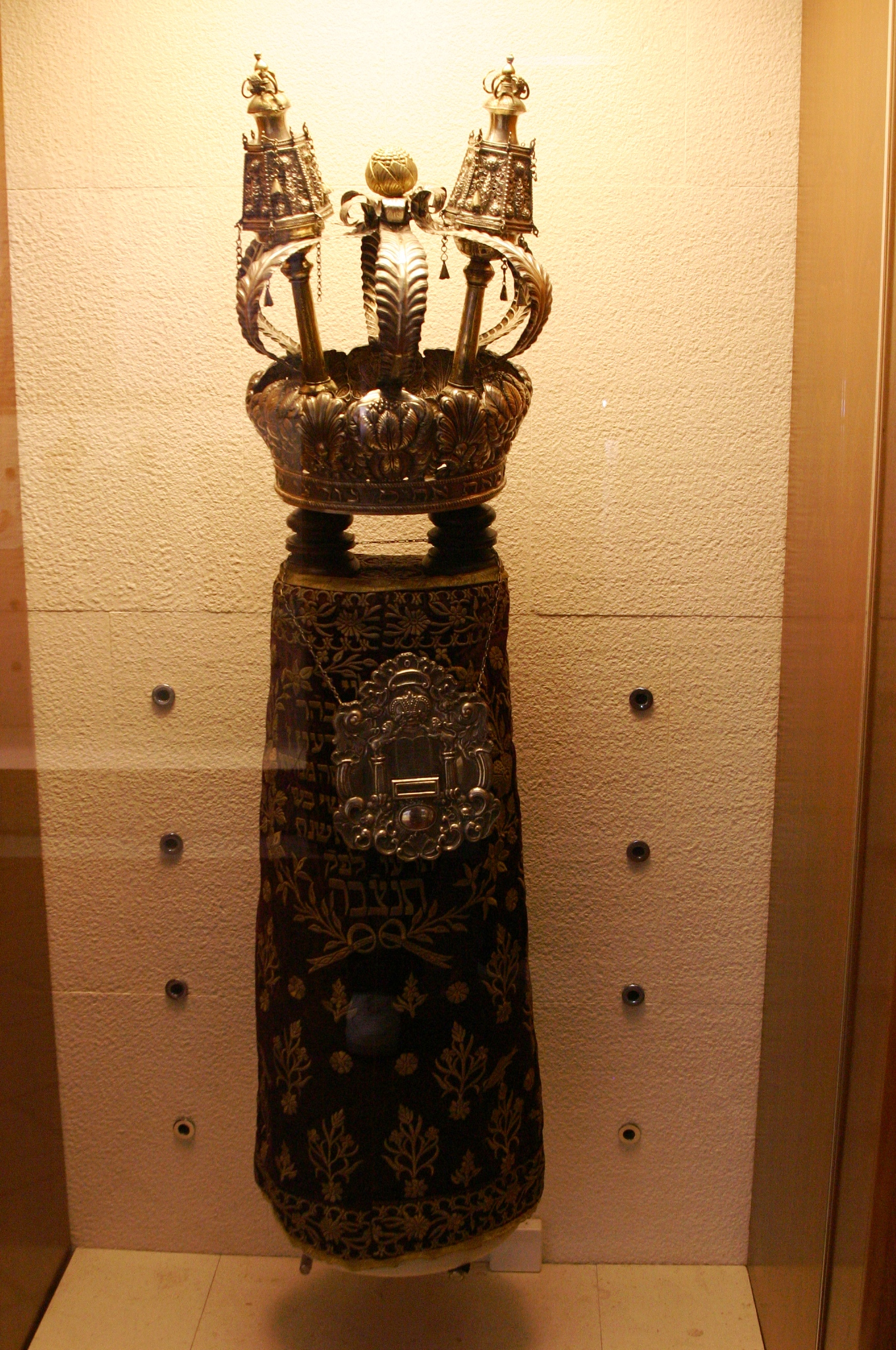
Rollo de la Torá en el Museo Sefardí de la Sinagoga del Tránsito (Toledo)

Por otro lado, el filosefardismo recibe un nuevo impulso con la creación en 1964 del museo sefardí en la sinagoga del Tránsito de Toledo, un proyecto que la Segunda República no llegó a realizar. En el preámbulo del decreto de creación del museo del 18 de marzo de 1964 se puede comprobar, según Joseph Pérez, la continuidad del "filosefardismo de derechas" iniciado con la Dictadura de Primo de Rivera:

El interés que ofrece la Historia de los judíos en nuestra patria es doble, pues si, por una parte, su estudio es conveniente para un buen conocimiento de lo español, dada la presencia secular en España del pueblo judío, también es esencial a la entidad cultural e histórica de este pueblo la asimilación que una parte de su linaje hizo del genio y de la mente hispanos a través de una larga convivencia. Sin la referencia a este hecho no pueden entenderse los variados aspectos que ofrece la personalidad de los sefardíes en las distintas comunidades que formaron al dispersarse por el mundo. En el deseo de mantener y estrechar lazos que secularmente han vinculado a los sefardíes a España, parece singularmente oportuna la creación de un museo destinado a los testimonios de la cultura hebraico-española…

En esta época no se abandonó el mito "Franco, salvador de judíos", hasta el punto de que el ministro de asuntos exteriores Fernando María Castiella obligó en 1963 a Ángel Sanz Briz "a mentir a un periodista israelí, diciéndole que lo de Budapest fue todo iniciativa directa y exclusiva de Franco".
Los sectores católicos integristas, que incluían a la mayoría de la jerarquía eclesiástica, vivieron como un trauma los grandes cambios que trajo consigo el Concilio Vaticano II. Para hacerles frente desplegaron una campaña en la que recurrieron al antisemitismo, negando de hecho la declaración Nostra aetate del Concilio con la que se había puesto fin al antijudaísmo cristiano. Los clérigos y laicos integristas, por el contrario, siguieron considerando a los judíos como el pueblo deicida, y algunos de ellos, como el policía integrista, Mauricio Carlavilla o el monárquico franquista catalán Jorge Plantada, marqués de Valdemolar, llegaron a afirmar que el Concilio era obra de la conspiración judeomasónica —el marqués de Valdemolar escribió que en el "Concilio Vaticano II, la judeo-masonería logró penetrar en aquel sagrado recinto", consiguiendo que se borrase "de la liturgia la expresión de pérfidos judíos con que secularmente se ha designado al pueblo deicida"—. Sus órganos de expresión fueron las revistas El Cruzado Español, Cristiandad, Cruz Ibérica y Reconquista —editada por la capellanía castrense—. A partir de 1970 la Hermandad Sacerdotal española —la principal organización del clero integrista dirigida por el franciscano Miguel Oltra y que se oponía abiertamente a la Conferencia Episcopal presidida por el cardenal Tarancón— comenzó a publicar Dios lo quiere. Pero fue el semanario ¿Qué pasa?, fundado por el integrista Joaquín Pérez Madrigal en 1964, el órgano integrista católico más antisemita de todos. En uno de sus artículos se decía que rechazar el antisemitismo suponía "paralizar al pueblo cristiano y gentil, impedirle su defensa del imperialismo hebreo y de la acción destructora de las fuerzas anticristianas".
Además del integrismo católico, el discurso antisemita es utilizado por el resto de los sectores inmovilistas del régimen franquista que observan cómo los cambios económicos, sociales y culturales que se están produciendo en los años 60 y 70 alejan cada vez a la población española de los ideales de la Cruzada del 18 de julio, además de que son conscientes del resurgimiento de la oposición antifranquista, que encuentra un apoyo inesperado entre los sectores católicos partidarios de la renovación de la Iglesia Católica aprobada por el Concilio Vaticano II. Estos grupos ultras contrarios a cualquier tipo de cambio buscaron la explicación de lo que estaba ocurriendo en el mito de la conspiración judeomasónica. En 1962, tras el contubernio de Múnich, los principales líderes del falangismo se dirigen al Caudillo para que tome medidas y afirman: "No desconocemos la conjura internacional contra España; conjura atizada por la masonería, el judaísmo y también —tristeza es decirlo— por un sector de católicos que les hacen el juego".
En 1965 la Delegación Nacional de Organizaciones del Movimiento Nacional organizó un seminario de formación para los futuros cuadros del régimen de contenido racista y antisemita. Una de las ponencias llevaba el significativo título de Evolución histórica del problema judío en el que se decía que el judío "está siempre allí donde una revolución que tiende a destruir el orden establecido para sustituirlo por otro en el que las distancias que separan a los distintos grupos sociales resulten acortadas, al de los revolucionarios, cuando no constituye, como en el caso de Rusia, el cerebro mismo de la subversión". Así se entiende, dice el autor, que "donde hay judíos" haya antisemitas. En la ponencia "Antisemitismo en la época actual" se dice que "la raza judía presenta unas constantes históricas que hacen de ella el verdadero ideal de todos los pueblos". Y en la ponencia "El antisemitismo: realidad y justificación" se justifica la política nazi respecto de los judíos y abogan por el negacionismo del Holocausto: se habla de la "leyenda de los seis millones de judíos gaseados" y se responsabiliza a los judíos sionistas de los crímenes nazis –"cuanto peor les fuera a los judíos europeos tanto más fuertes serían las exigencias sionistas respecto a Palestina", se dice-.
Nacen nuevas editoriales de extrema derecha, como Acervo, y revistas como Juan Pérez y vuelven a publicarse los clásicos antisemitas —los Protocolos, El judío internacional de Ford— a los que se añaden los textos negacionistas del Holocausto, que es el nuevo tema de la literatura antisemita, como Derrota mundial del integrista mexicano Salvador Borrego. El principal difusor del negacionismo en España fue el grupo neonazi CEDADE fundado en 1966 por un grupo de falangistas y guardias de Franco, que tradujo libros extranjeros o editó producciones propias, como los libros de Joaquín Bochaca entre los que se encuentra El mito de los seis millones (1979).

### Opiniones de algunas personalidades judías
The American Sephardi, con motivo del aniversario del fallecimiento del Generalísimo Franco, publicó:

El Generalísimo Francisco Franco, Jefe del Estado Español, falleció el 20 de noviembre de 1975. Al margen de cómo juzgarle la Historia, lo que sí es seguro es que en la historia judía ocupará un puesto especial. En contraste con Inglaterra, que cerró las fronteras de Palestina a los judíos que huían del nazismo y la destrucción, y en contraste con la democrática Suiza que devolvió al terror nazi a los judíos que llegaron llamando a sus puertas buscando ayuda, España abrió su frontera con la Francia ocupada, admitiendo a todos los refugiados, sin distinción de religión o raza. El profesor Haim Avni, de la Universidad Hebrea, que ha dedicado años a estudiar el tema, ha llegado a la conclusión de que se lograron salvar un total de por lo menos 40.000 judíos, vidas que se salvaron de ir a las cámaras de gas alemanas, bien directamente a través de las intervenciones españolas de sus representantes diplomáticos, o gracias a haber abierto España sus fronteras.

Chaim Lipschitz afirmó en su libro Franco, Spain, the Jews and the Holocaust:

Tengo pruebas de que el Jefe del Estado español, Francisco Franco, salvó a más de sesenta mil judíos durante la Segunda Guerra Mundial. Ya va siendo hora de que alguien dé las gracias a Franco por ello. (Declaraciones a la revista Newsweek en febrero de 1970).

Shlomo Ben Ami, ministro de Asuntos Exteriores de Israel y embajador de Israel en España:

El poder judío no fue capaz de cambiar la política de Roosevelt hacia los judíos durante la Segunda Guerra Mundial. El único país de Europa que de verdad echó una mano a los judíos fue un país en el que no había ninguna influencia judía: España, que salvó más judíos que todas las democracias juntas. (Declaraciones a la revista Época en 1991).

Golda Meir, primera ministra de Israel, declaró siendo ministra de Asuntos Exteriores:

El pueblo judío y el Estado de Israel recuerdan la actitud humanitaria adoptada por España durante la era hitleriana, cuando dieron ayuda y protección a muchas víctimas del nazismo. (Debate en el Parlamento israelí, Knesset, el 10 de febrero de 1959).

Israel Singer, Presidente del Congreso Mundial Judío:

La España de Franco fue un refugio importante de judíos que se arriesgaron a venir, escapando de la Francia de la libertad, la fraternidad y la igualdad. No quiero defender a Franco, pero en la Segunda Guerra Mundial muchos judíos se salvaron en España e ignorarlo es ignorar la historia. (Entrevista en El Mundo, 17 de diciembre de 2005).

Max Mazin, Presidente de la Asociación Hebrea en España (1973):

¿Qué importa el número de judíos salvados por España, cuando el precio de una sola vida es infinito? Sé que España salvó las vidas de docenas de millares de hermanos nuestros por diversos procedimientos, y hubiera salvado muchas más de haber tenido oportunidad de hacerlo.

El nombre de España es una de las poquísimas luces que brillan en la larga y oscura noche que vivió el pueblo judío durante los trágicos años del nazismo.

Elie Wiesel, escritor judío, Premio Nobel de la Paz en 1986, a su llegada a Madrid en julio de 1990 hizo estas declaraciones a la prensa:

España fue, probablemente, el único país de Europa que no devolvió a los refugiados judíos.